# Sertigbach
Der Sertigbach ist ein linker Zufluss der Landwasser im Kanton Graubünden (Schweiz). Er fliesst durch das Sertig, ein Seitental des Landwassertals.

## Geographie

### Verlauf
Der Sertigbach entsteht durch den Zusammenfluss vom Chüealpbach und Ducanbach südlich von Sertig Dörfli. Er durchfliesst die Ortschaft Davos Clavadel und mündet bei Davos Frauenkirch in das Landwasser.

### Einzugsgebiet
Das 47,2 km² grosse Einzugsgebiet des Sertigbachs liegt in den Rätischen Alpen und wird durch ihn über das Landwasser, die Albula, den Hinterrhein und den Rhein zur Nordsee entwässert.
Es besteht zu 13,4 % aus bestockter Fläche, zu 36,3 % aus Landwirtschaftsfläche, zu 0,5 % aus Siedlungsfläche und zu 49,8 % aus unproduktiven Flächen.
Die Flächenverteilung
Die mittlere Höhe des Einzugsgebietes beträgt 2310,6 m ü. M.

### Zuflüsse
- Chüealpbach (rechter Quellbach, Hauptstrang), 4,5 km, 11,73 km², 0,41 m³/s
- Ducanbach  (linker Quellbach, Nebenstrang), 5,0 km, 7,98 km², 0,29 m³/s
- Alpelibach (links), 2,0 km, 1,57 km²
- Feelabach (rechts), 1,9 km, 2,23 km²
- Weissbach (links), 1,0 km
- Witibach (rechts), 2,9 km, 2,13 km²
- Stadlertobel(bach) (rechts), 2,6 km, 1,38 km²

### Orte
- Hinter den Eggen
- Sertig Dörfli
- Davos Clavadel
- Davos Frauenkirch

## Hydrologie
Bei  der Mündung des Sertigbachs in das Landwasser beträgt seine modellierte mittlere Abflussmenge (MQ) 1,57 m³/s. Sein Abflussregimetyp ist b-glacio-nival und seine Abflussvariabilität beträgt 15.